# DIE – Delikte Indizien Ermittlungen
DIE-Reihe (Delikte – Indizien – Ermittlungen) war über 30 Jahre eine Buchreihe im Taschenbuch-Format für Kriminalromane. Die Reihe wurde in der DDR im Verlag Das Neue Berlin verlegt, der nach der Wende durch die Eulenspiegel Verlagsgruppe übernommen wurde. Bis zur Wendezeit lagen etwa 130 Titel vor. Es handelte sich um Neuerscheinungen, Wiederveröffentlichungen und Übersetzungen zeitgenössischer Schriftsteller sowohl aus der DDR als auch aus den sozialistischen, osteuropäischen Ländern und aus dem westlichen Ausland.

## Weitere Einzelheiten
Bei ihrer Arbeit standen die DDR-Autoren mit ihren Kriminalgeschichten stets im Spannungsfeld zwischen ideologischem Erziehungsauftrag und der Gefahr der Zensur. Nicht Mord und Totschlag, nicht Opfer und Täter, sondern Machtmissbrauch und privates Versagen stehen im Mittelpunkt der Fälle, deren Ermittler im Auftrag des Staates handeln und die Täter auf den richtigen moralischen Weg zurückführten. Die Raffinesse, die die Autoren dabei an den Tag legten, sucht heute manchmal seinesgleichen. Auch nach 1990 blieb die DIE-Reihe wichtigste Heimstatt für die Autoren in den dann östlichen Bundesländern.
Die Reihe erschien von 1970 bis 2001 im selben Format von 10,7 × 17,7 cm. Die Bände kosteten zwischen 2,00 und 3,00 Mark, später 6,80 bis 9,80 DM. Der Umfang betrug zwischen etwa 150 und etwa 400 Seiten. Der Umschlag zeigte im abgetrennten oberen Bereich linksseitig Autor und Werk, rechtsseitig den Titel der Reihe Delikte – Indizien – Ermittlungen, das Logo der drei gerahmten Buchstaben und darunter Reihe. Nach der Wende wurde das Cover mehrfach geändert; das Logo wurde zunächst mit den Farben rot, grün, blau hinterlegt; etwa 1993 der Titel der Reihe in DIE Krimis geändert, gelbfarben gestaltet und die Ausgaben erhielten eine Nummerierung. Ab 1996 stand wieder DIE Delikte Indizien Ermittlungen auf dem modern und farbig gestalteten Titel. Im Jahr 1998 kehrte man mit einem gelben DIE auf schwarz-weißen Coverbild zu einem klassischen Layout zurück, welches einen höheren Wiedererkennungswert besitzt.
Eine Auswahl von Kriminalromanen von DDR-Autoren in der Sammler-Edition DIE Kriminalromane des Weltbild-Verlags enthält Neuauflagen von in der DIE-Reihe erschienenen Werken. Das Aussehen wurde der originalen Serie nachgestaltet, auf dem Titel des Hardcovers wurde das Logo mit den Farben rot, grün, blau hinterlegt.

## Romane
| Jahr/Auflage                    | Titel                                                                                 | Autor                                          | Bem./Nr.                                            |
| ------------------------------- | ------------------------------------------------------------------------------------- | ---------------------------------------------- | --------------------------------------------------- |
| 1970                            | Der Fall Fatima                                                                       | Fritz Erpenbeck                                |                                                     |
| 1970                            | Die gefährliche Wahrheit Übers. a. d. Amerikanischen von Mary Brand                   | Vera Caspary                                   |                                                     |
| 1970                            | Ein Mann aus der Vergangenheit Übers. a. d. Bulgarischen von Sybille Jeske            | Bogomil Rainow                                 |                                                     |
| 1970                            | Der halbe Tod                                                                         | Bernd Diksen (Erich Loest oder Werner Dembski) |                                                     |
| 1970                            | Nebelnacht                                                                            | Heiner Rank                                    |                                                     |
| 1970, 1974/2.                   | Der zweite Ring                                                                       | Tom Wittgen                                    | 074                                                 |
| 1971                            | Lautlos wie sein Schatten                                                             | Frank Arnau                                    |                                                     |
| 1971                            | Bankraub 12.55h                                                                       | Manfred G. Abel                                |                                                     |
| 1971                            | Der Verlierer zahlt                                                                   | Bernd Diksen                                   |                                                     |
| 1971                            | Der Tote mit dem Schlüssel Übers. a. d. Polnischen von Caesar Rymarowicz              | Jerzy Edigey                                   |                                                     |
| 1971                            | Am Telefon der Chef                                                                   | Gert Schönau                                   |                                                     |
| 1971                            | Der Hut des Kommissars                                                                | Werner Steinberg                               |                                                     |
| 1972, 1981/2.                   | Wein für ehrenwerte Männer                                                            | Karl-Heinz Berger                              |                                                     |
| 1972                            | Die Jagd auf den Hecht                                                                | Joachim Jacek                                  |                                                     |
| 1972                            | 26 Bahnsteige                                                                         | Barbara Neuhaus                                |                                                     |
| 1972                            | Ein Mann namens Nottrodt                                                              | Werner Steinberg                               |                                                     |
| 1972                            | Lauf, Nigger, lauf!                                                                   | Chester Himes                                  |                                                     |
| 1973, 1979/2.                   | Der Fall Erika Groller                                                                | Karl-Heinz Weber                               |                                                     |
| 1973                            | Der Tote auf dem Thron                                                                | Fritz Erpenbeck                                | *                                                   |
| 1973                            | Bartuschek ist nicht mehr da                                                          | Hasso Mager                                    |                                                     |
| 1973                            | Liebe 70                                                                              | Walter Niebuhr                                 |                                                     |
| 1973                            | Der Tod des Reporters                                                                 | Gert Prokop                                    | *, 173                                              |
| 1973                            | Intimsphäre                                                                           | Tom Wittgen                                    | 173                                                 |
| 1973                            | Uhren für Mr. Kelly Übers. a. d. Russischen von Harry Burck                           | Arkadi und Georgi Wainer                       |                                                     |
| 1974                            | Die Maske des Dimitrios Übers. a. d. Englischen von Mary Brand und Walter Hertenstein | Eric Ambler                                    |                                                     |
| 1974, 1977/2., 1984/3.          | Tote Strombahnen                                                                      | Hans Pfeiffer                                  |                                                     |
| 1974                            | Das Vorurteil                                                                         | Bernd Diksen                                   | *                                                   |
| 1974                            | Tödliche Bilanz                                                                       | Fritz Erpenbeck                                |                                                     |
| 1974, 1984/2.                   | Lokaltermin                                                                           | Gerhard Harkenthal                             |                                                     |
| 1974                            | Die Schattenwand                                                                      | Christa Johannsen                              |                                                     |
| 1974                            | Geheimauftrag Harlem Übers. a. d. Amerikanischen von Alexandra und Gerhard Baumrucker | Ed Lacy                                        |                                                     |
| 1974                            | Tödliches Alibi                                                                       | Hans-Ulrich Lüdemann                           |                                                     |
| 1974, 1977/2., 1979/3.          | Herzversagen Übers. a. d. Englischen von Elga Abramowitz                              | Alan Winnington                                |                                                     |
| 1975                            | Der Mann, der über den Hügel steigt                                                   | Rudolf Bartsch                                 |                                                     |
| 1975                            | Der Tod wartet vor dem Fenster Übers. a. d. Polnischen von Roswitha Buschmann         | Jerzy Edigey                                   |                                                     |
| 1975                            | An einem Tag wie jeder andere                                                         | Joseph Hayes                                   |                                                     |
| 1975                            | Gillermanns Tod                                                                       | Wolfgang Kienast                               |                                                     |
| 1975, 1977/2.                   | Kein Fall für Sie, Inspektor                                                          | Wolfgang Müller                                |                                                     |
| 1975                            | Der letzte Fall                                                                       | Hans Schneider                                 |                                                     |
| 1975, 1978/2.                   | Das sanfte Mädchen                                                                    | Tom Wittgen                                    | *, 228                                              |
| 1975, 1978/2.                   | Nachtfrost                                                                            | Meike Schmieder                                |                                                     |
| 1976                            | Das Geständnis Übers. a. d. Bulgarischen von Egon Hartmann                            | Pawel Weshinow                                 |                                                     |
| 1976                            | Museumsräuber                                                                         | Karl Heinz Weber                               |                                                     |
| 1976                            | Leere Hände                                                                           | Bernd Diksen                                   | *                                                   |
| 1976, 1990/4.                   | Drei Flaschen Tokaier                                                                 | Klaus Möckel                                   | *, (301)                                            |
| 1976                            | Tatmotiv Angst                                                                        | Barbara Neuhaus                                | 279                                                 |
| 1976                            | Kurzschluss Übers. a. d. Französischen von Evelyne Krause                             | Laurence Oriol                                 |                                                     |
| 1976                            | Einer muss die Leiche sein                                                            | Gert Prokop                                    | *                                                   |
| 1976, 1982/2.                   | Die Brut der schönen Seele                                                            | Horst Bastian                                  | *                                                   |
| 1976                            | Ein blondes Haar                                                                      | Gerhard Scherfling                             |                                                     |
| 1977, 1980/2., 1983/3.          | Getünchte Gräber                                                                      | Karl-Heinz Berger                              |                                                     |
| 1977                            | Ein Toter führt Regie                                                                 | -ky                                            |                                                     |
| 1977                            | Der einsame tote Mann Übers. a. d. Tschechischen von Gustav Just                      | Václav Erben                                   |                                                     |
| 1977, 1984/2.                   | Das letzte Kabinettstück                                                              | Hans-Ulrich Lüdemann                           |                                                     |
| 1977, 1982/3., 1990/4.          | Die letzte Zeugin                                                                     | Heiner Rank                                    |                                                     |
| 1977, 1981/2.                   | Werfen Sie das Handtuch, Herr Staatsanwalt!                                           | Helfried Schreiter                             |                                                     |
| 1977, 1984/2.                   | Medizin gegen die Angst Übers. a. d. Russischen von Aljonna Möckel                    | Arkadi und Georgi Wainer                       |                                                     |
| 1978                            | Tod am Donauufer Übers. a. d. Ungarischen von Hans Skirecki                           | László András                                  |                                                     |
| 1978                            | Ein Mord am Lietzensee                                                                | Richard Hey                                    |                                                     |
| 1978                            | Verdächtigt wird Kamil                                                                | Vladimír Pribský                               |                                                     |
| 1978                            | Die Chance                                                                            | Werner Toelcke                                 |                                                     |
| 1978                            | Mit falscher Münze                                                                    | Martin Wendland                                |                                                     |
| 1978                            | Tiefenprüfung                                                                         | Tom Wittgen                                    | 383                                                 |
| 1978, 1983/2.                   | Töten ist so leicht                                                                   | Werner Toelcke                                 |                                                     |
| 1979                            | Urlaub in der Vorsaison Übers. a. d. Ungarischen von Roswitha Buschmann               | Jerzy Edigey                                   |                                                     |
| 1979                            | Sieben Tage Frist für Schramm                                                         | Paul Henricks                                  |                                                     |
| 1979, 1983/2., 1989/3.          | Das Möwennest                                                                         | C. U. Wiesner                                  |                                                     |
| 1979                            | Neun, die Zahl der Kobra Übers a. d. Bulgarischen von Egon Hartmann                   | Swetoslaw Slawtschew                           |                                                     |
| 1979, 1982/2., 1984/3., 1990/4. | Der stumme Richter                                                                    | Jens Bahre                                     |                                                     |
| 1980                            | Der Tod spricht in meinem Namen Übers. a. d. Polnischen von Kurt Kelm                 | Joe Alex                                       |                                                     |
| 1980                            | Premiere in N.                                                                        | Karl Heinz Berger                              |                                                     |
| 1980                            | Der Tod des talentierten Schusters Übers. a. d. Tschech. von Gustav Just              | Václav Erben                                   |                                                     |
| 1980                            | Die Operation                                                                         | Werner Toelcke                                 |                                                     |
| 1980, 1982/2., 1985/3.          | Illusionen                                                                            | Karl-Heinz Weber                               |                                                     |
| 1980, 1982/2.                   | Die eine Seite des Dreiecks                                                           | Hans Pfeiffer                                  |                                                     |
| 1981                            | Herbstzeitlose                                                                        | Tom Wittgen                                    | 480                                                 |
| 1981, 1985/2.                   | Haß                                                                                   | Klaus Möckel                                   | 479                                                 |
| 1981, 1985/2.                   | Kreise auf dem Wasser Übers. a. d. Russischen von Helga Gutsche                       | Arkadi Adamow                                  |                                                     |
| 1981                            | Der Fall Laurentis Übers. a. d. Ungarischen von Hans Skirecki                         | László András                                  |                                                     |
| 1981                            | Der Kammgarn-Killer                                                                   | Hansjörg Martin                                |                                                     |
| 1981, 1983/2., 1985/3.          | Ich habe einen Mord gesehen                                                           | Meike Schmieder                                |                                                     |
| 1981                            | Das Gesicht des Mörders                                                               | Werner Toelcke                                 |                                                     |
| 1981                            | Ridley and Son Übers. a. d. Englischen von Elga Abramowitz                            | Alan Winnington                                |                                                     |
| 1982, 1983/2.                   | Die falsche Madonna                                                                   | Tom Wittgen                                    | *, 526                                              |
| 1982                            | Einer gegen Chicago                                                                   | Ed Mazzaro                                     |                                                     |
| 1982                            | Filmriß                                                                               | Ruth und Hubertus Methe                        |                                                     |
| 1982                            | Wenn es sein muss Doppelmord Übers a. d. Rumänischen von Joachim Uhlisch              | Horia Tecuceanu                                |                                                     |
| 1983                            | Ein Denar in Mädchenhand Übers. a. d. Tschechischen von Gustav Just                   | Václav Erben                                   |                                                     |
| 1983                            | Verhängnis vor Elysium                                                                | Jürgen Höpfner                                 |                                                     |
| 1983                            | Es reicht doch, wenn nur einer stirbt                                                 | -ky                                            |                                                     |
| 1983                            | Blumen von der Himmelswiese                                                           | Steffen Mohr                                   | *                                                   |
| 1983                            | Das Schwarze-Peter-Spiel                                                              | Tom Wittgen                                    | 573                                                 |
| 1983                            | Im Zeichen des Skorpions                                                              | Swetoslaw Slawtschew                           |                                                     |
| 1984                            | Ein verhängnisvoller Ausflug                                                          | Eva Kačírková                                  |                                                     |
| 1984                            | Katenkamp und der tote Briefträger                                                    | Detlef Wolff                                   | Lizenzausgabe (1982) des Rowohlt Verlags in Reinbek |
| 1984                            | Wahrheit aus zweiter Hand Übers. a. d. Englischen von Brigitte Fock                   | Anne Holden                                    |                                                     |
| 1984                            | Sirenengesang                                                                         | Karl Heinz Berger                              |                                                     |
| 1984                            | Variante Tramper / Die Damengang                                                      | Klaus Möckel                                   | 1989 verfilmt als Polizeiruf 110: Variante Tramper  |
| 1984, 1990/3.                   | Ich bitte nicht um Verzeihung                                                         | Barbara Neuhaus                                |                                                     |
| 1985, 1986/2.                   | Mokka vor dem Mord                                                                    | Louis Martin                                   |                                                     |
| 1985                            | Die Nacht vor dem Urlaub                                                              | Louis Martin                                   |                                                     |
| 1985                            | Kacenburger Sommer Übers. a. d. Tschechischen von Reinhard E. Fischer                 | Svatopluk Zlamany                              |                                                     |
| 1985                            | Dämon hinter Spitzenstores Übers. a. d. Englischen von Edith Walter                   | Ruth Rendell                                   |                                                     |
| 1986                            | Auf offener Straße                                                                    | Hartmut Mechtel                                | *                                                   |
| 1986                            | Mord nach Alphabet                                                                    | Jerzy Edigey                                   |                                                     |
| 1986                            | Poesie ist kein Beweis                                                                | Jan Eik                                        | *                                                   |
| 1986                            | Eine Falle für die Katze                                                              | Eva Kacirková                                  |                                                     |
| 1986, 1988/2.                   | Das Nest                                                                              | Tom Wittgen                                    |                                                     |
| 1987                            | Das Ende einer Weihnachtsfeier                                                        | Wolfgang Kienast                               | *                                                   |
| 1987, 1989/2.                   | Der bengalische Tiger                                                                 | Heiner Rank                                    |                                                     |
| 1987                            | Bin ich ein Mörder?                                                                   | Milena Brůhová                                 |                                                     |
| 1987                            | Fleisch                                                                               | Rainer Erler                                   |                                                     |
| 1987                            | Das geomantische Orakel                                                               | Hartmut Mechtel                                |                                                     |
| 1987                            | Die Spuren schrecken                                                                  | Karl Heinz Berger                              |                                                     |
| 1987                            | Mord – nichts Besonderes                                                              | Paul Debler                                    |                                                     |
| 1988, 1990/2.                   | Der Ziegenhirt / Die letzte S-Bahn                                                    | Tom Wittgen                                    |                                                     |
| 1982, 1988                      | Die Schlinge der Harpyien Übers a. d. Bulgarischen von Egon Hartmann                  | Swetoslaw Slawtschew                           |                                                     |
| 1988, 1989/2.                   | Mord war nicht geplant                                                                | Hans Siebe                                     |                                                     |
| 1988                            | Unabwendbar                                                                           | Wolfgang Schreyer                              | *                                                   |
| 1988                            | Mord in Concert                                                                       | Paula Gosling                                  |                                                     |
| 1988                            | Schwarze Narren                                                                       | Ingrid Hahnfeld                                |                                                     |
| 1988                            | Das Risiko der Perfektion                                                             | Wolfgang Kienast                               | *                                                   |
| 1988                            | Schuldschein gegen Totenschein                                                        | Gabriele Gabriel                               |                                                     |
| 1989                            | Drei Tage zum Nachdenken Übers. a. d. Russischen von Helga Gutsche                    | Andris Kolbergs                                |                                                     |
| 1989                            | Verjährt, aber nicht vergessen                                                        | Karl Heinz Berger                              |                                                     |
| 1989                            | Der siebente Winter                                                                   | Jan Eik                                        |                                                     |
| 1989                            | Reise in eine strahlende Zukunft                                                      | Rainer Erler                                   |                                                     |
| 1989                            | Geschäftsrisiko                                                                       | Karl Heinz Berger                              |                                                     |
| 1990/2.                         | Lichtenberg, Bahnsteig E                                                              | Johannes Albrecht                              |                                                     |
| 1990                            | Trimmel hält ein Plädoyer                                                             | Friedhelm Werremeier                           |                                                     |
| 1990                            | Ziegelsplitt, so rot wie Blut Übers. a. d. Tschechischen von Reinhard E. Fischer      | Antonín Karous                                 | DDR-Optik                                           |
| 1990                            | Nabobs Tochter                                                                        | Tom Wittgen                                    | "DIE" in Farbe                                      |
| 1990                            | Mordgründe / Unter Männern                                                            | Jan Müller                                     | "DIE" in Farbe                                      |
| 1990                            | Dann eben Mord                                                                        | Jan Eik                                        | "DIE" in Farbe                                      |
| 1991                            | Pas de deux in den Tod                                                                | Bärbel Balke                                   | "DIE" in Farbe                                      |
| 1991, 1993/2.                   | Der maskierte Buddha                                                                  | Harry Thürk                                    | *, "DIE" in Farbe                                   |
| 1991                            | Unter der Yacht                                                                       | Hartmut Mechtel                                | , "DIE" in Farbe                                    |
| 1991                            | Rendezvous mit einem Mörder                                                           | Dorothea Kleine                                |                                                     |
| 1992, 1995/2.                   | Wer nicht stirbt zur rechten Zeit                                                     | Jan Eik                                        | *, 142, "DIE" in Farbe                              |
| 1992                            | Der Mauertänzer                                                                       | Hans Schneider                                 |                                                     |
| 1992/2.                         | Mord in Venedig                                                                       | Jan Martenson                                  |                                                     |
| 1992                            | Tod in Grau                                                                           | Hartmut Mechtel                                | *, 151, "DIE" in Farbe                              |
| 1992, 1994/2.                   | Die toten Masseusen von Kowloon                                                       | Harry Thürk                                    | 153, "DIE" in Farbe                                 |
| 1992                            | Eine dicke Dame                                                                       | Klaus Möckel                                   | 139                                                 |
| 1992                            | Was ich weiß, macht mich heiß                                                         | Karl Heinz Berger                              |                                                     |
| 1992                            | Auftrag für eine Nacht                                                                | Klaus Möckel                                   | 156                                                 |
| 1992                            | Yeti sei tot                                                                          | Max Adam                                       | "DIE" in Farbe                                      |
| 1993                            | Mit dem Tod auf du und du                                                             | -ky                                            | 157                                                 |
| 1993                            | Nebel                                                                                 | Wolfgang Schreyer                              | *                                                   |
| 1993                            | Blutiger Kies                                                                         | Joachim Wohlgemuth                             | 159                                                 |
| 1993                            | Der letzte Schlüssel                                                                  | Barbara Neuhaus                                |                                                     |
| 1993                            | Am Rande des Abgrunds                                                                 | Hans Pfeiffer                                  |                                                     |
| 1993                            | Wohl dem, der keine Erben hat                                                         | Barbara Neuhaus                                | *, 162                                              |
| 1993                            | Der Todesstrudel                                                                      | Hartmut Mechtel                                | "DIE" in Farbe                                      |
| 1994                            | Die Kette                                                                             | Mani Beckmann                                  | 164                                                 |
| 1994                            | Mißbraucht                                                                            | Hans-Ullrich Krause                            | 165                                                 |
| 1994                            | Ein bildschöner Mord                                                                  | Jan Martenson                                  | 166                                                 |
| 1994                            | So blond, so schön, so tot                                                            | Gert Prokop                                    | *, 167, "DIE Krimis"                                |
| 1994                            | Tod im Regen                                                                          | Tom Wittgen                                    | *, 168                                              |
| 1994                            | Pilotenspiel                                                                          | Tom Wittgen                                    | 169                                                 |
| 1994                            | Stirb du für mich                                                                     | Max Adam                                       | *, 170                                              |
| 1994                            | Hänschen klein, stirbt allein                                                         | Heribert Bauer                                 | 171                                                 |
| 1994                            | Falscher Abgang                                                                       | Nathalie Levy                                  | 172                                                 |
| 1994                            | Der blanke Wahn                                                                       | Hartmut Mechtel                                | *, 173                                              |
| 1995                            | Hexenjagd                                                                             | Hans Schneider                                 | 174                                                 |
| 1994                            | Die tätowierte Unschuld                                                               | Harry Thürk                                    | *, 175                                              |
| 1995                            | Die toten Vögel                                                                       | Erna Hablützel                                 | 176                                                 |
| 1995                            | Gespensterschach                                                                      | Klaus Möckel                                   | 177                                                 |
| 1995                            | Schmetterlingstod                                                                     | Karen Meyer                                    | 178                                                 |
| 1995                            | Der Tausch                                                                            | Hans-Ullrich Krause                            | "DIE Krimis"                                        |
| 1994                            | Hundekehle                                                                            | Günter Seuren                                  | 180                                                 |
| 1995                            | Mörder und Gendarm                                                                    | Max Adam                                       | 181                                                 |
| 1995                            | Deutschland einig Mörderland                                                          | Anthologie                                     | 182                                                 |
| 1995                            | Haß hat seinen Preis                                                                  | Akos Kertesz                                   | 183                                                 |
| 1995                            | Tuan Subutu läßt schießen                                                             | Harry Thürk                                    | 184                                                 |
| 1995                            | Im Namen der Unschuld                                                                 | Dorothea Kleine                                | *, 185                                              |
| 1995                            | Tödlicher Stammbaum                                                                   | Eva Klingler                                   | 186                                                 |
| 1995                            | Old Smithy – Protokoll des Grauens                                                    | Manfred Rudolph                                | 187                                                 |
| 1995                            | Satans tötende Faust                                                                  | Jan Flieger                                    | 188                                                 |
| 1996                            | Versprochen ist versprochen                                                           | Monika Helmecke                                | 189                                                 |
| 1996                            | Der Schlüssel liegt in Bonn                                                           | Roberto Ampuero                                | 190                                                 |
| 1996                            | Brandzone                                                                             | Joachim Wohlgemuth                             | *, 191                                              |
| 1996                            | Callgirs sterben jung                                                                 | John Allen                                     | 192                                                 |
| 1996                            | Polnisches Gold                                                                       | Gerhard Neumann                                | 193                                                 |
| 1996                            | Mord und Spiele                                                                       | Wolfgang Kienast                               | 194, "DIE Krimis"                                   |
| 1996                            | Daniels Strafe                                                                        | Frank Goyke und Torsten Schulz                 | 195                                                 |
| 1996                            | Mord light oder Es muß nicht immer Totschlag sein                                     | Anthologie                                     | 196                                                 |
| 1996                            | Seitensprung ins nasse Grab                                                           | Gerhard Johann                                 | 197, modernes Layout                                |
| 1996                            | Auf halbem Weg ins Glück                                                              | Joachim Wohlgemuth                             | 198                                                 |
| 1996                            | Revanche                                                                              | Gerhard Rekel                                  | 199                                                 |
| 1996                            | Das letzte Aloha                                                                      | Harry Thürk                                    | 200                                                 |
| 1997                            | Mord für Mord                                                                         | Max Adam                                       | 201                                                 |
| 1997                            | Nicht jeden Tag ist Beerdigung                                                        | Horst Bastian                                  | 202                                                 |
| 1997                            | Im Höllenfeuer stirbt man langsam                                                     | Jan Flieger                                    | 203                                                 |
| 1997                            | Einmal Bulle, immer Bulle                                                             | Wolfgang Kienast                               | 204                                                 |
| 1997                            | Schwarze Blüte – sanfter Tod                                                          | Harry Thürk                                    | 205                                                 |
| 1997                            | Bolero in Havanna                                                                     | Roberto Ampuero                                | 206                                                 |
| 1997                            | Die Braut des Shiva                                                                   | Howard Hastings                                | 207                                                 |
| 1997                            | Mord total                                                                            | Gerhard Neumann                                | 208, modernes Layout                                |
| 1998                            | Sangers Fluch                                                                         | Peter Schrenk                                  | 210, modernes Layout                                |
| 1998                            | Rufen Sie die MUK!                                                                    | Anthologie                                     | 211                                                 |
| 1998                            | Hongkongs Leichen sind sehr tot                                                       | Harry Thürk                                    | 212, neues gelbes DIE-Logo                          |
| 1999                            | Detektei Rote Socke                                                                   | Hans-Ulrich Lüdemann                           | 213                                                 |
| 1999                            | Der Mörder war auf UKW zu hören                                                       | Günter Prodöhl                                 | 214, neues gelbes DIE-Logo                          |
| 2000                            | Die Zahnfalle                                                                         | Dieter Hombach                                 | 217                                                 |
| 2000                            | Paula, liebe Paula                                                                    | Dorothea Kleine                                | 218                                                 |
| 2000                            | Mord mit zarter Hand                                                                  | Harry Thürk                                    | 219                                                 |
| 2000                            | Getreu bis in den Tod                                                                 | Frank Goyke                                    | 220                                                 |
| 2001                            | Dresdner Silberlinge                                                                  | Beate Baum                                     | 221                                                 |
| 2001                            | Der Witwenmörder und andere Kriminalfälle ohne Beispiel                               | Günther Prodöhl                                | 222                                                 |
| 2001                            | Ein mörderischer Dreh                                                                 | Hans-Ullrich Lüdemann                          | 223, neues gelbes DIE-Logo                          |
| 2001                            | Banknoten für Portugal                                                                | Günther Prodöhl                                | 224, letzter Band der Reihe                         |

- Anmerkung: (*) Diese Ausgaben sind in der Sammler-Edition des Weltbild-Verlages enthalten

## Einzelbelege
1. 1 2  Das Ende der Ost-Krimis? von Helmut Eikermann – Bemerkungen zur Kriminalliteratur in den neuen Bundesländern; Berliner LeseZeichen, Ausgabe 05/97, Edition Luisenstadt, 1997
2. ↑  A. Brandt: DIE – Delikte, Indizien und Ermittlungen: Eine Kult-Krimi-Reihe erlebt ihr Comeback! In: sammler-editionen-news.de. 1. Dezember 2009, abgerufen am 4. September 2015.
3. ↑  DELIKTE – INDIZIEN – ERMITTLUNGEN: Die Kult-Krimi-Reihe aus der ehemaligen DDR!. Geschrieben von M. Hatzelmann am 11. September 2009 auf www.sammler-editionen-news.de